# Gondwana (musikgrupp)
Gondwana är ett reggaeband från Chile, bildat av I-Locks Labbé 1987 i stadsdelen La Pincoya i Santiago.
Bandet är ett av Chiles mest kända reggaeband. De sjunger på spanska.
Gondwana är internationellt kända och spelar ca 150 konserter årligen i 20 länder. De har spelat på många kända reggaefestivaler.

## Historia
I-Locks Labbé startade bandet utan tidigare musikalisk erfarenhet. Han värvade bandmedlemmar bland vänner och bekanta i sin stadsdel La Pincoya. Under många år leddes bandet av den karismatiske Quique Neira som sedan lämnade bandet för att satsa på sin solokarriär. Mc Jona är vokalist i bandet.
Med debutalbumet Gondwana 1998 lyckades bandet med flera bedrifter. Den första singeln "Changa Langa" var den första reggaelåt av ett chilenskt band som hamnade på topplistan. Låten "Armonia de Amor" blev den mest spelade låten 1999 i Chile. Debutalbumet sålde 70 000 exemplar.
År 2000 lyckades albumet Alabanza, Por la Fuerza de la Razón med låten "Antonia" bli en av de mest spelade singlarna. 
Albumet sålde över 90 000 exemplar. Samma år turnerade bandet i USA, Mexiko och i flera länder i Centralamerika och Europa.
Tredje albumet Made in Jamaica (2002) är första skivan för skivbolaget EMI. Låtarna "Felicidad", "Ignorancia" och "Nuestros sueños" blev hits.
Albumet Crece (2004) är den första skivan med den nya vokalisten Kingo. Efter det koncentrerade sig Gondwana på att stärka sin internationella karriär.
Med den senaste skivan Resiliente (2007) har bandet två vokalister, Kingo och Maxi. Skivan är producerad i Chile och Argentina på skivbolaget Leader Music.

## Diskografi
Studioalbum
- 1998: Gondwana
- 2000: Alabanza (Por la Fuerza de la Razón)
- 2002: Made in Jamaica
- 2004: Crece
- 2007: Resiliente
- 2010: Gondwana En Vivo en Buenos Aires (CD/DVD)
- 2012: Revolución
- 2014: Reggae and Roll
- 2017: Carpe Diem

Samlingsalbum
- 1998: RAS Portraits: Gondwana
- 1999: Phat Cherimoya Dub
- 2004: This Is Crucial Reggae: Gondwana
- 2005: Grandes Éxitos
- 2011: Pincoya Calipso Pasado Presente y Futuro